# Aquanaute
Un aquanaute est un plongeur sous-marin qui demeure sous l'eau, exposé à la pression ambiante, suffisamment longtemps pour que son organisme entre en équilibre avec l'atmosphère surpressurisée de son système de support respiratoire (il s'agit de plongée en saturation). Le titre d'Aquanaute s'obtient après avoir passé une période égale ou supérieure à 24 heures en continu dans un habitat sous-marin sans avoir à retourner à la surface. Un aquanaute se différencie d'un sous-marinier (confiné dans un module ou véhicule dont l'atmosphère intérieure reste égale à la pression atmosphérique à la surface terrestre).
L'un des premiers hommes communément admis comme Aquanaute est Robert Stenuit, qui a vécu 24 heures dans un cylindre immergé par 61 mètres de fond en 1962 au large de Villefranche-sur-Mer. Les astronautes Scott Carpenter et Alan Shepard devinrent également aquanautes via le programme SEALAB. 
De 1962 à 1965 les équipages immergés des projets Précontinent de Jacques-Yves Cousteau furent dénommés Océanautes par Jacques-Yves Cousteau, mais leurs immersions prolongées correspondent parfaitement à la dénomination officielle d'Aquanaute.
En juin 2014 Fabien Cousteau, le petit-fils de Jacques-Yves Cousteau, est devenu aquanaute au cours d'un séjour de 31 jours dans Aquarius, l'unique laboratoire sous-marin au monde, immergé au fond de l'océan atlantique par 20 mètres de fond, 6 kilomètres au large d'Islamorada en Floride .
Depuis 2001, les membres d'équipage des missions NEEMO de la NASA deviennent Aquanautes en participant à des missions d'exploration spatiale dans le laboratoire Aquarius.
Les Français Thomas Pesquet et Hervé Stevenin, ont aussi rejoint en 2014 le "club restreint" des Aquanautes, à travers leurs participations en tant que membres d'équipage aux missions NEEMO 18 (juillet 2014) et NEEMO 19 (septembre 2014) de la NASA .
Le terme Aquanaute est dérivé des mots latin « aqua » (eau) et grec « naútês » (marin, navigateur) par analogie avec la construction du mot "astronaute". C'est donc tout naturellement qu'il est utilisé pour qualifier des explorateurs sous-marins en mission immergée de longue durée.